# GSC5920-249
GSC5920-249 — хімічно пекулярна зоря спектрального класу Sr, що має видиму зоряну величину в смузі V приблизно  9,8.

## Пекулярний хімічний вміст
Зоряна атмосфера GSC5920-249 має підвищений вміст 
Eu
.